# Giovanni Agostino della Torre con su hijo Niccolò
El Retrato de Giovanni Agostino della Torre con su hijo Niccolò es un óleo sobre lienzo de 85 x 68,2 cm de Lorenzo Lotto, de 1515 y conservado en la National Gallery de Londres. La obra está firmada y datada "L.[aurentius] Lotus P.[inxit] / 1515".

## Historia
Se trata con toda probabilidad del primer retrato pintado por Lotto en Bérgamo. Inscripciones esparcidas por la escena han permitido identificar en los retratados a los notables locales Giovanni Agostino della Torre y su hijo Niccolò, ambos ejerciendo como médicos y farmacéuticos en Bérgamo con una botica en la Plaza Vecchia, donde vendían el vitriolo de hierro extraído en la localidad minera de Gandellino en el alto valle Seriana. Giovanni Agostino había comprado un palacete frente a la iglesia de san Casiano junto al del arcipreste, identificado con el palacio Scotti.
Sus descendientes conservaron la obra hasta 1812, cuando fue vendida en el mercado anticuario. En 1863 Giovanni Morelli sugirió a los conservadores de la National Gallery que la compraran.
Algunos repintes y restauraciones inapropiadas, sobre todo en la figura de Niccolò, comprometieron la legibilidad de la obra.

## Descripción y estilo
En comparación con los retratos de Treviso de unos diez años antes, Lotto actualizó su arte ampliando el encuadre de los personajes, retratándolos a media figura y colocándolos en un cuarto privado, cerca de un escritorio colmado de objetos. El hombre en primer plano es el padre, entonces de sesenta años, que formaba parte del Colegio de médicos local. Su actividad la recuerda el pesado libro que, sin esfuerzo aparente, sostiene medio abierto con la mano izquierda, sobre el cual se encuentra la etiqueta "Galeno", mientras en el documento que sujeta con la derecha, junto a un pañuelo blanco sobre el cual se posa una mosca, es llamado "Esculapio de los médicos" (Medicorum Esculapio / Joanni Augustino Beber/gomatj y sobre la hoja vuelta Consiliere.). En 1510 fue elegido por primera vez para el Colegio Médico ciudadano, cargo que mantuvo hasta su muerte. Algunos detalles de la vestimenta aclaran su alta posición social, como el grueso anillo o la hebilla preciosa, aunque en conjunto mantiene tonos de elegante sobriedad. La mosca es quizás una referencia a una obra perdida de Durero, la Virgen del Rosario.
A la derecha se encuentra su hijo Niccolò, que porta un sombrero negro con el ala vuelta hacia arriba, según la moda del momento. Luce barba y los cabellos caen largos sobre los hombros, en finas ondas magistralmente representadas con un efecto desenfocado. La carta sobre la mesa cerca del retratado lo define como "amigo" del mismo Lotto (Dno Nicolao de la Tur/re nobili bergomon/atj amico sing.mo / Bg.mj). La figura del hijo aparece ligeramente más grande que la del padre, tanto que algunos incluso han propuesto que sea un añadido posterior, probablemente autógrafo del pintor a petición del amigo unos años después, lo que se puede considerar ya que Agostino falleció en 1516, cuando Niccolò tenía 33 años.
La luz de la escena es suave, casi rafaelesca, con una exquisita naturaleza muerta sobre el escritorio que atestigua un vívido gusto por el detalle exacto.